# فرودگاه بین‌المللی موتیلنه
فرودگاه بین‌المللی موتیلنه (به انگلیسی: Mytilene International Airport) (به زبان بومی: Odysseas Elytis) یک فرودگاه با کد یاتا MJT است که یک باند فرود آسفالت دارد و طول باند آن ۲۴۰۶ متر است. این فرودگاه در کشور یونان قرار دارد و در ارتفاع ۱۸ متری از سطح دریا واقع شده‌است.

## شرکت‌های هواپیمایی و مقصدهای پروازی
| شرکت‌های هواپیمایی                          | مقصدهای پروازی                                                        |
| ------------------------------------------ | --------------------------------------------------------------------- |
| ایر صربیا اجرا توسط ایر صربیا              | چارتر فصلی: بلگراد نیکولا تسلا                                        |
| آسترا ایرلاینز                             | آتن، سالونیک فصلی: مونیخ                                              |
| آسترین ایرلاینز                            | فصلی: وین                                                             |
| کورندون داچ ایرلاینز                       | فصلی: اسخیپول آمستردام                                                |
| انتر ایر                                   | چارتر فصلی:کاتوویتس، شوپن ورشو                                        |
| یورو وینگز                                 | فصلی:وین                                                              |
| فن‌ایر                                      | فصلی: هلسینکی                                                         |
| جت تایم                                    | چارتر فصلی:آلبورگ                                                     |
| المپیک ایر                                 | آتن                                                                   |
| المپیک ایر اجرا توسط ایجین ایرلاینز        | آتن، سالونیک                                                          |
| هواپیمایی اسکاندیناوی                      | چارتر فصلی:گاردرموئن اسلو                                             |
| اسکای اکسپرس                               | ملی جزیره کایاس (PSO), لمنز (PSO), رود (PSO), سمس (PSO) فصلی: هراکلین |
| اسمارت‌وینگز اجرا توسط تراول سرویس ایرلاینز | فصلی: پراگ رازیون                                                     |
| توماس کوک ایرلاینز                         | چارتر فصلی: بیرمنگام، گاتویک، منچستر(آغاز از ۵ مه ۲۰۱۸)               |
| توماس کوک ایرلاینز                         | فصلی کپنهاگ، گاردرموئن اسلو                                           |
| تراول سرویس ایرلاینز                       | چارتر فصلی: برنو-تورانی, لئوس جانسیک استراوا, پراگ رازیون             |
| تراول سرویس لهستان                         | چارتر فصلی:کاتوویتس                                                   |
| ولوتی                                      | فصلی: آتن                                                             |